# PGC 23937
LEDA/PGC 23937 ist eine kompakte Elliptische Galaxie vom Hubble-Typ cE0 mit aktivem Galaxienkern im Sternbild Krebs am Nordsternhimmel. Sie ist schätzungsweise 500 Millionen Lichtjahre von der Milchstraße entfernt und hat einen Durchmesser von etwa 45.000 Lichtjahren. Vom Sonnensystem aus entfernt sich das Objekt mit einer errechneten Radialgeschwindigkeit von näherungsweise 11.200 Kilometern pro Sekunde. Gemeinsam mit PGC 23935 bildet sie das wechselwirkende Galaxienpaar Arp 58.
Halton Arp gliederte seinen Katalog ungewöhnlicher Galaxien nach rein morphologischen Kriterien in Gruppen. Diese Galaxie gehört zu der Klasse Spiralgalaxien mit einem kleinen Begleiter hoher Flächenhelligkeit auf einem Arm (Arp-Katalog).
Im selben Himmelsareal befinden sich unter anderem die Galaxien PGC 23968; PGC 23991, PGC 1580057, PGC 1591289.